# Neoramia
Genre
Neoramia est un genre d'araignées aranéomorphes de la famille des Stiphidiidae.

## Distribution
Les espèces de ce genre sont endémiques de Nouvelle-Zélande.

## Liste des espèces
Selon World Spider Catalog (version 18.5, 18/11/2017) :
- Neoramia allanae Forster & Wilton, 1973
- Neoramia alta Forster & Wilton, 1973
- Neoramia charybdis (Hogg, 1910)
- Neoramia childi Forster & Wilton, 1973
- Neoramia crucifera (Hogg, 1909)
- Neoramia finschi (L. Koch, 1872)
- Neoramia fiordensis Forster & Wilton, 1973
- Neoramia hoggi (Forster, 1964)
- Neoramia hokina Forster & Wilton, 1973
- Neoramia janus (Bryant, 1935)
- Neoramia koha Forster & Wilton, 1973
- Neoramia komata Forster & Wilton, 1973
- Neoramia mamoea Forster & Wilton, 1973
- Neoramia marama Forster & Wilton, 1973
- Neoramia margaretae Forster & Wilton, 1973
- Neoramia matua Forster & Wilton, 1973
- Neoramia minuta Forster & Wilton, 1973
- Neoramia nana Forster & Wilton, 1973
- Neoramia oroua Forster & Wilton, 1973
- Neoramia otagoa Forster & Wilton, 1973
- Neoramia raua Forster & Wilton, 1973
- Neoramia setosa (Bryant, 1935)

## Publication originale
- Forster & Wilton, 1973 : The spiders of New Zealand. Part IV. Otago Museum Bulletin, vol. 4, p. 1-309.